# الکساندرا میختانوس
الکساندرا میختانوس (بلاروسی: Аляксандр Міхнавец؛ زادهٔ ۲۴ نوامبر ۱۹۸۲) یک فوتبالیست اهل بلاروس است.